# Броск, Алекс
Алекс Броск  (англ. Alex Brosque; 12 октября 1983, Сидней, Новый Южный Уэльс, Австралия) — австралийский футболист. Известен по выступлениям за клуб А-Лиги «Сидней» и сборную Австралии, выступал на позициях полузащитника и нападающего. Лучший бомбардир «Сиднея» в истории, а также второй игрок в истории клуба по количеству сыгранных матчей.

## Клубная карьера
Окончил Австралийский Институт Спорта. В 2001 году 18-летний Алекс заключил контракт с клубом «Маркони Сталлионз» выступавшего в высшей на тот момент лиге Австралии Национальной футбольной лиге. За три сезона провел за клуб более 50 матчей и считался одним из самых перспективных футболистов Австралии и дважды, в 2004 и 2005 годах, признавался Лучшим молодым футболистом лиги.
Благодаря своим выступлениям за клуб и на международной арене, по окончании сезона 2004-2005 НФЛ, Алекс заключил контракт с голландским клубом «Фейеноорд» из Роттердама, откуда практически сразу был отправлен в аренду в бельгийский «Вестерло». Однако раскрыться ему помешала травма, всего за бельгийский клуб он провел 16 игр и забил 2 гола.

### Брисбен Роар
В 2005 году подписал контракт с клубом «Брисбен Роар», выступавший в только что созданной А-Лиге. В сезоне 2005/2006 забив 8 голов, совместно с Арчи Томпсоном, Стюартом Петри и Бобби Деспотовски стал обладателем Золотой Бутсы А-Лиги. 

### Сидней
В феврале 2006 года было объявлено о том что Броск заключил трехлетний контракт с вице-чемпионом А-Лиги клубом Сидней. Алекс дебютировал за клуб в матче Предсезонного Кубка А-Лиги против своего бывшего клуба Брисбен Роар 15 июля 2006 года, забив гол. Первый мяч в чемпионате забил только в 17 туре.
После неудовлетворительного первого сезона Алекс стал ведущим бомбардиром клуба (8 голов) в регулярном чемпионате, благодаря хорошей сыгранности с партнером Жуниньо Паулистой. Пять из восьми голов были забиты с передач Жуниньо.
Свой сотый матч за клуб Броск провел в 14 туре А-Лиги против клуба «Перт Глори» 22 ноября 2011. Матч окончился победой «Сиднея» 2-0, Алекс забил победный гол, который стал его 29 за клуб в А-Лиге.
Всего за клуб провел 104 матча, что является четвёртым показателем. Также является рекордсменом по забитым мячам за клуб – 34 мяча, а также рекордсменом по забитым мячам в А-Лиге – 30 голов. 

### Симидзу С-Палс
В январе 2011 года заключил двухлетний контракт с зарплатой около 1,5 миллионов долларов с японским клубом «Симидзу С-Палс». Дебютировал в клубе 5 марта 2011 года в матче Джей-Лиги 1 против клуба Касива Рейсол, первый мяч забил в ворота Нагоя Грампус.

### Аль-Айн
В сентябре 2012 года Алекс перешёл в клуб «Аль-Айн».

### Сидней
26 июня 2014 года Алекс Броск вернулся в клуб «Сидней» заключив двухлетний контракт.

## Международная карьера
Броск был членом молодёжной сборной Австралии на молодёжном Чемпионате мира 2003.
Дебютировал в главной сборной на Кубке наций ОФК в 2004 году.

## Достижения

### Клубные
- Победитель А-Лиги: 3 (2009/2010, 2016/2017, 2018/2019)
- Победитель Премьер-лиги ОАЭ: 2 (2012/2013)
- Победитель Кубка ОАЭ: 1 (2013/2014)
- Победитель Кубка ФФА: 1 (2017)

### Международные
- Победитель Кубка наций ОФК: 1 (2004)